# Square Kilometre Array
Lo Square Kilometre Array (SKA) è un progetto internazionale di rilevamento di onde radio mediante un radiotelescopio in costruzione in Australia e in Sudafrica per sondare lo spazio profondo. Lo SKA avrà un'apertura totale di un chilometro quadrato, opererà su un ampio spettro di frequenze e le sue dimensioni lo renderanno 50 volte più sensibile di un qualsiasi altro radiotelescopio. Richiederà una centrale elaborativa ad altissime prestazioni e collegamenti a lungo raggio con una capacità maggiore di tutto il traffico internet globale del 2015. Il radiotelescopio sarà capace di analizzare il cielo con una velocità diecimila volte superiore a quanto sia mai stato fatto prima.
Grazie a stazioni riceventi che si estendono per una distanza di almeno 3000 chilometri da un nucleo centrale, metterà alla prova la capacità dei radioastronomi fornendo le immagini a maggior risoluzione di tutta la storia dell'astronomia. Lo SKA sarà costruito sia nell'emisfero australe, sia in stati subsahariani, con due centri principali in Sudafrica e in Australia, dove la vista della Via Lattea è la migliore e dove sono minori le interferenze radio.
Il 28 aprile 2017 è stato ufficializzato l'inizio dei lavori, ed a dicembre 2017 è stata completata la piattaforma di test AAVS1, costituita da 256 prototipi delle 130000 antenne che costituiranno LFAA (Low Frequency Far Array).

## Quartier generale
Il quartier generale del progetto è stato collocato allo Jodrell Bank Observatory, nel Regno Unito. Queste sede ha prevalso sull'altro candidato, il Castello Carrarese di Padova, a conclusione di un processo decisionale condizionato, nelle sue fasi finali, da opache interferenze politiche e pesanti pressioni esterne esercitate dal premier britannico David Cameron.

## Organizzazione
Lo SKA, progetto globale con tredici stati membri, punta a rispondere ad alcune domande fondamentali riguardanti l'origine e l'evoluzione dell'Universo. Nel novembre del 2011 si è passati da una collaborazione internazionale a un'azienda indipendente e no-profit, la "SKA Organisation", i cui membri, al 2019 sono:
- Australia: Dipartimento dell'Industria e della Scienza
- Canada: Consiglio Nazionale delle Ricerche
- Cina: Osservatorio Astronomico Nazionale dell'Accademia Cinese delle Scienze
- India: Centro Nazionale per la Radio Astrofisica
- Italia: Istituto Nazionale di Astrofisica
- Nuova Zelanda: Ministero dello Sviluppo Economico
- Sudafrica: Fondazione Nazionale di Ricerca
- Svezia: Osservatorio spaziale Onsala
- Paesi Bassi: ASTRON (Istituto olandese di radioastronomia)[8]
- Regno Unito: Consiglio per le Strutture Scientifiche e Tecnologiche
- Spagna: Istituto di astrofisica dell’Andalusia (Iaa) e Consiglio nazionale delle ricerche spagnolo (Csic).[9]
- Francia[10]
- Germania: Società Max Planck, entrata come tredicesimo membro ad aprile 2019[11]

## Descrizione
Lo SKA combinerà i segnali ricevuti da migliaia di piccole antenne sparse su una distanza di oltre 3000 km per simulare un radiotelescopio gigante capace di sensibilità e risoluzione angolare altissime. Lo SKA avrà anche un campo visivo molto ampio, con un picco di 200 gradi quadrati a frequenza inferiori a 1 GHz e un campo di più di un grado quadrato (circa 5 Lune piene) a frequenze maggiori. Un'idea innovativa è l'uso di matrici sul piano focale utilizzando antenne in fase per ottenere punti di vista multipli. Questo incrementerà moltissimo la velocità di analisi dello SKA e consentirà a più utenti di osservare differenti parti di cielo simultaneamente. La combinazione di un campo di vista molto ampio con l'alta sensibilità fa immaginare che lo SKA trasformerà lo studio dell'Universo.
Lo SKA fornirà una copertura continua su frequenze comprese tra i 50 MHz e i 14 GHz nelle prime due fasi della sua costruzione. Una terza fase estenderà la gamma di frequenze fino a 30 GHz.
La gamma di frequenze da 50 MHz a 14 GHz non può essere coperta utilizzando un solo tipo di antenna, dal momento che essa varia di più di due ordini di grandezza. Pertanto, lo SKA comprenderà apparati costituiti da tre tipi di antenna, lo SKA-low, lo SKA-mid, e i raggruppamenti di parabole.
1. SKA-low array: un raggruppamento fasato di antenne a dipolo ed amplificatori, per coprire lo spettro di frequenze più basse a cui operano i radiotelescopi di SKA, dai 50 ai 350 MHz. Queste saranno raggruppate in stazioni di 100 metri di diametro contenenti circa 90 elementi ciascuna. La rete sarà costituita da oltre 250 000 antenne a banda larga che verranno posizionate in Australia secondo un particolare schema: circa il 75% delle antenne verranno localizzate in un’area di meno di 2 km di diametro e il resto verranno posizionate a spirale estendendosi per circa 50 km.[12]
2. SKA-mid array: un apparato formato da diverse antenne paraboliche per coprire le frequenze dai 350 MHz ai 14 GHz. Ci si aspetta che il progetto dell'antenna seguirà quello dello Allen Telescope Array, utilizzando un'antenna offset gregoriana avente un'altezza di 15 metri e una larghezza di 12 metri.
3. SKA-survey array: uno schieramento compatto di antenne paraboliche di 12-15 metri di diametro ciascuna per frequenze a medio raggio, ognuna equipaggiata con innovativi sistemi fasati multi-beam con un punto di vista molto ampio.

## Obiettivi principali
Le potenzialità di SKA serviranno a cercare una risposta a molte domande in astrofisica, fisica fondamentale, cosmologia e astrofisica delle particelle, oltre che ampliare l'orizzonte dell'universo osservabile. Una serie di progetti-chiave che sono stati selezionati per essere implementati attraverso lo SKA sono elencati a seguire.

### Prove estreme della relatività generale
Per almeno cento anni, la teoria della relatività generale di Albert Einstein ha predetto in modo accurato il risultato di qualsiasi esperimento pensato per metterla alla prova.
Molti di questi esperimenti, inclusi i più stringenti, sono stati portati a termine per mezzo di misurazioni radioastronomiche. Utilizzando pulsar come rilevatori di onde gravitazionali cosmiche, o pulsar periodiche scoperte a orbitare attorno a buchi neri, gli astronomi saranno in grado di esaminare i limiti della relatività generale, come il comportamento dello spazio-tempo in regioni di spazio con curvature estreme. L'obiettivo è quello di rilevare se la teoria di Einstein è una descrizione corretta dello spaziotempo e della gravità, oppure se sono necessarie teorie alternative alla relatività generale per spiegare i fenomeni osservati.

### Galassie, cosmologia, materia oscura ed energia oscura
La sensibilità dello SKA nella Riga a 21 cm dell'idrogeno neutro consentirà di mappare un miliardo di galassie sino al confine dell'Universo osservabile. La rilevazione della struttura a larga scala del cosmo fornirà vincoli per determinare i processi risultanti la formazione e l'evoluzione delle galassie. Visualizzare l'idrogeno attraverso l'Universo fornirà un disegno tridimensionale delle prime ondulazioni delle strutture che hanno formato le singole galassie e i raggruppamenti. Questo potrà anche consentire la misurazione degli effetti causati dall'energia oscura che stanno provocando l'incremento del tasso di espansione dell'universo.
Le misurazioni cosmologiche consentite dalle analisi della galassia effettuata dallo SKA includono modelli di prova per energia oscura, gravità, universo primordiale e cosmologia fondamentali. Questi esperimenti sono tutti riassunti in una serie di articoli disponibili in rete.

### L'epoca della reionizzazione
Lo SKA è pensato per fornire dati osservativi relativi all'Era Oscura (entro i 300.000 anni dopo il Big Bang, quando termina la radiazione e l'universo si raffredda), e al tempo della Prima Luce (un miliardo di anni dopo, quando si osservano per la prima volta le giovani galassie). Osservando la distribuzione primordiale del gas, lo SKA dovrebbe essere in grado di vedere come l'Universo si è gradualmente illuminato non appena stelle e galassie si sono formate ed evolute. Il periodo compreso tra l'Età Oscura e la Prima Luce è considerato il primo capitolo nella storia cosmica della creazione e l'importanza di vedere questo evento è la ragione principale per cui è stato progettato lo SKA. Per vedere indietro fino alla Prima Luce è necessario un telescopio 100 volte più potente dell'attuale radiotelescopio più grande al mondo.

### Magnetismo cosmico
Non è ancora possibile rispondere alle domande fondamentali riguardanti l'origine e l'evoluzione dei campi magnetici cosmici, ma è chiaro che si tratta di componenti molto importanti nello spazio interstellare e intergalattico. Mappando l'effetto del magnetismo sulla radiazione di galassie molto distanti, lo SKA analizzerà la forma del magnetismo cosmico e il ruolo che ha giocato nell'evoluzione dell'Universo

### Ricerca di vita extraterrestre
Questo programma scientifico chiave, chiamato "Cradle of Life" (culla della vita), si focalizzerà su tre obiettivi: dischi protoplanetari in zone abitabili, ricerca di materiale chimico prebiotico, e ricerca di vita extraterrestre intelligente (SETI).
- Lo SKA sarà in grado di analizzare la zona abitabile di protostelle simili al Sole, in cui corpi celesti (pianeti o lune) simili alla Terra offrono, con più probabilità, ambienti favorevoli allo sviluppo della vita.[13]
- Gli astrobiologi saranno in grado di utilizzare lo SKA per cercare composti organici complessi nello spazio profondo, inclusi amminoacidi, identificando righe spettrali a specifiche frequenze.[13]
- Lo SKA sarà in grado di ricevere segnali radio estremamente deboli da eventuali civiltà extraterrestri esistenti.[13]

## Storia e sviluppi futuri
Lo SKA è stato concepito nel 1991 e organizzato da un gruppo di lavoro internazionale nel 1993, con la firma del primo Memorandum di Accordo nel 2000. Vi è stato in seguito un considerevole sviluppo culminato con l'inizio di PrepSKA nel 2008, conclusosi con un progetto completo dello SKA nel 2012. La costruzione della Fase 1 avrà luogo dal 2018 al 2020 e fornirà un apparato in grado di portare a termine i primi esperimenti. La Fase due sarà completata nel 2025, quando si avrà la sensibilità completa sulla gamma di frequenze almeno fino a 14GHZ.
La previsione di spesa del progetto SKA è di 2 miliardi di euro, cifra in cui sono compresi i 650 milioni necessari per il completamento della Fase 1 nel 2020.

### Elaborazione dei dati prodotti
L'avvio del progetto pone una notevole sfida in termini di tecnologia e matematica applicata per il trattamento dell'ingentissima quantità di dati prodotti dai sensori: saranno richieste enormi capacità di archiviazione e l'ausilio di algoritmi molto efficienti per ottenere un'elaborazione dei segnali in tempo reale, in modo da ridurre la quantità di informazione ai soli dati rilevanti. 
A metà 2011 si stimava, per l'array di sensori, la capacità di generare un traffico di dati grezzi pari a un exabyte al giorno, che potrebbe essere compresso a circa 10 petabyte.

## Riferimenti normativi
- Legge 14 agosto 2020, n. 115 - Ratifica ed esecuzione della Convenzione istitutiva dell'osservatorio Square Kilometre Array, con Allegati, fatta a Roma il 12 marzo 2019.